# Campeonato Cearense 1976
In 1976 werd het 62ste Campeonato Cearense gespeeld voor clubs uit Braziliaanse staat Ceará. De competitie werd georganiseerd door de FCF en werd gespeeld van 11 januari tot 25 juli. Ceará werd kampioen. 

## Eerste toernooi
| Plaats | Club                | Wed. | W  | G | V  | Saldo | Ptn. |
| ------ | ------------------- | ---- | -- | - | -- | ----- | ---- |
| 1.     | Fortaleza           | 18   | 15 | 2 | 1  | 54:11 | 32   |
| 2.     | Ceará               | 18   | 13 | 4 | 1  | 47:7  | 30   |
| 3.     | Ferroviário         | 18   | 10 | 5 | 3  | 25:13 | 25   |
| 4.     | Guarany de Sobral   | 18   | 8  | 6 | 4  | 25:20 | 22   |
| 5.     | Icasa               | 18   | 7  | 6 | 5  | 19:20 | 20   |
| 6.     | Tiradentes          | 18   | 6  | 3 | 9  | 23:24 | 15   |
| 7.     | América             | 18   | 3  | 7 | 8  | 14:34 | 13   |
| 8.     | Guarani de Juazeiro | 18   | 4  | 4 | 10 | 19:31 | 12   |
| 9.     | Calouros do Ar      | 18   | 2  | 4 | 12 | 10:31 | 8    |
| 10.    | Quixadá             | 18   | 1  | 1 | 16 | 11:56 | 3    |

|  | Geplaatst voor finale                  |
|  | Uitgeschakeld voor het tweede toernooi |

## Tweede toernooi
| Plaats | Club              | Wed. | W | G | V | Saldo | Ptn. |
| ------ | ----------------- | ---- | - | - | - | ----- | ---- |
| 1.     | Ceará             | 10   | 7 | 3 | 0 | 20:3  | 17   |
| 2.     | Fortaleza         | 10   | 7 | 1 | 2 | 24:12 | 15   |
| 3.     | Guarany de Sobral | 10   | 4 | 2 | 4 | 13:16 | 10   |
| 4.     | Icasa             | 10   | 4 | 1 | 5 | 10:13 | 9    |
| 5.     | Ferroviário       | 10   | 3 | 2 | 5 | 10:13 | 8    |
| 6.     | Tiradentes        | 10   | 0 | 1 | 9 | 3:23  | 1    |

|  | Geplaatst voor finale                 |
|  | Uitgeschakeld voor het derde toernooi |

## Derde toernooi
| Plaats | Club              | Wed. | W | G | V | Saldo | Ptn. |
| ------ | ----------------- | ---- | - | - | - | ----- | ---- |
| 1.     | Ceará             | 6    | 4 | 2 | 0 | 15:2  | 10   |
| 2.     | Fortaleza         | 6    | 3 | 3 | 0 | 10:3  | 9    |
| 3.     | Icasa             | 6    | 1 | 1 | 4 | 2:11  | 3    |
| 4.     | Guarany de Sobral | 6    | 0 | 2 | 4 | 2:13  | 2    |

|  | Geplaatst voor finale |

## Finale
Ceará had aan een gelijkspel genoeg voor de titel omdat het twee toernooien gewonnen had en Fortaleza slechts een.
|                |       |       |           |  |
| 25 juli Finale | Ceará | 1 – 1 | Fortaleza |  |
| 25 juli Finale |       |       |           |  |

### Kampioen
| Campeonato Cearense de 1976 |
| Ceará                       |
| --------------------------- |
| CEARÁ Kampioen (23° titel)  |